# Швецов, Александр Иванович
Александр Иванович Швецов (20.01.1912 — 05.01.1946) — советский военачальник, военный лётчик, участник советско-финляндской и Великой Отечественной войн, командир истребительных авиационных соединений ВВС РККА, полковник (16.12.1942).

## Биография
Александр Иванович Швецов родился 20 января 1912 года в поселке Воткинский завод Вятской губернии Российской империи (ныне город Воткинск Республика Удмуртия). Русский.
В Красной армии с июля 1931 года. Окончил 3-ю военную школу летчиков и летнабов в городе Оренбург в 1932 году, Липецкие авиационные курсы усовершенствования ВВС РККА в 1939 году.
До службы в армии работал в мартеновском цехе Воткинского завода. Был секретарем комсомольской организации завода. 28 июля 1931 года по спецнабору ЦК ВКП(б) поступил в 3-ю военную школу летчиков и летнабов в Оренбурге, по окончании которой в 1932 году служил в 20-й истребительной авиационной эскадрильи 51-й авиационной бригады ВВС ОКДВА в городе Спасск (ныне Спасск-Дальний). В январе 1937 года с должности командира звена переведен во 2-ю учебную истребительную эскадрилью в Хабаровск. С июня 1938 года исполнял должность командира эскадрильи, а затем помощника командира 6-го истребительного авиационного полка ВВС 2-й отдельной Краснознамённой армии. С января 1939 года — на учёбе на Липецких авиационных курсах усовершенствования ВВС РККА, после окончания которых в сентябре 1939 года назначен помощником командира 80-го смешанного авиационного полка в Архангельск
.
В период советско-финляндской войны полк участвовал в составе ВВС 9-й армии, действовал на Ребольском направлении. В июле 1940 года назначен командиром 152-го истребительного авиационного полка в Архангельске.
С началом войны в той же должности. Полк входил в состав 1-й отдельной смешанной авиабригады Архангельского военного округа, выполнял задачи ПВО города Архангельска. В сентябре 1941 года полк передан из состав войск ПВО в состав ВВС Карельского фронта, имея в боевом составе 20 самолётов И-153. С 18 сентября 1941 года полк в составе 1-й смешанной авиадивизии ВВС Карельского фронта вступил в боевые действия против фашистской Германии и её союзников на самолётах И-153. В октябре полк передан в состав 103-й смешанной авиадивизии ВВС Карельского фронта. Боевой работы не вел до 20 ноября 1941 года. В ноябре 1941 года получил 20 английских истребителей Hawker Hurricane («Харрикейн») и приступил к их освоению. С 24 ноября 1941 года полк возобновил боевую работу в составе 103-й смешанной авиадивизии ВВС Карельского фронта на самолётах Hawker Hurricane.
С января 1942 года подполковник Швецов вступил в командование 101-й истребительной авиационной дивизией ПВО, с марта 1942 года — 122-й истребительной авиационной дивизией ПВО, выполнявшей задачи в Мурманском дивизионном районе ПВО. Полки дивизии прикрывали город и порт Мурманск. В июне 1943 года полковник Швецов принял командование 144-й истребительной авиационной дивизией ПВО Саратовско-Балашовского дивизионного района ПВО. Полки дивизии прикрывали от налетов вражеской авиации город Саратов и прилегающие к нему населенные пункты и промышленные объекты. С конца 1944 года дивизия входила в состав Западного фронта ПВО и выполняла задачи по прикрытию частей и соединений своих войск в прифронтовой полосе 2-го Белорусского фронта. В связи с незначительной активностью противника работа дивизии была ограниченной. За период с 1 ноября 1944 года по 10 мая 1945 года дивизия сбила 11 самолётов противника.
После войны полковник Швецов продолжал командовать 144-й истребительной авиационной дивизией ПВО Центрального округа ПВО в Барановичах. 21 сентября 1945 года «за неудовлетворительное состояние воинской дисциплины в частях дивизии и недостойное поведение руководящего состава дивизии» он был отстранен от должности. 
5 января 1946 года скоропостижно скончался.

## Награды
- Орден Ленина[1];
- 2 ордена Красного Знамени[1];
- Орден Отечественной войны I степени[1];
- Медали[1].